# Улица (приповетка)
„Улица” (енгл. The Street) је приповетка америчког писца Хауарда Филипса Лавкрафта, написана 1919, а први пут објављена у часопису Wolverine у децембру 1920. године.

## Радња
Прича прати историју насловне улице у једном граду у Новој Енглеској, вероватно Бостону, од њених почетака у виду „пуке стазе” у колонијалним временима до квази натприродне појаве у годинама непосредно након Првог светског рата. Како град расте око улице, засађена је многим дрвећем и изграђена заједно са „једноставним, лепим кућама од цигле и дрвета”, од којих свака има ружичњак. Како индустријска револуција тече својим током, област се претвара у оронулу и загађену сиротињску четврт, а све старе куће у улици пропадају.
После Првог светског рата и Октобарске револуције, ово подручје постаје дом заједнице руских имиграната. Међу новим становницима су и вође „огромне групе терориста”, који планирају уништење Сједињених Држава на Дан независности. На овај дан, терористи се окупљају, али пре него што почну са својим наумом, све куће на улици се руше истовремено једна на другу, убијајући све. Посматрачи на лицу места сведоче да су непосредно након урушавања доживели визије дрвећа и ружичњака који су некада постојали на улици.

## Инспирација
Штрајк бостонске полиције од септембра до октобра 1919. инспирисао је Лавкрафта да напише „Улицу”, што је он изјавио у писму Френку Белкнапу Лонгу:
Прошлогодишња побуна бостонске полиције је оно што ме је подстакло − величина и значај таквог чина ме је згрозио. Прошле јесени било је забрињавајуће видети Бостон без плавих мантила и гледати државну гарду са мускетама како патролирају улицама као да је војна окупација на снази. Ишли су у паровима, одлучни и обучени у каки одела, као да су симболи раздора који предстоји у борби цивилизације са чудовиштем немира и бољшевизмом.
Тероризам је такође био присутан и трајао је од 1914. године у виду низа пакетних бомби. Године 1919. откривене су два плана за експлозивне пошиљке. Године 1920. догодио се велики терористички бомбашки напад на Вол стрит. Вести о анархији која је избила током руске и немачке револуције, заједно са причом о револуционару Петру сликару, такође су утицале на причу.
Антиимигрантски став приповетке сличан је оном у Лавкрафтовим ранијим ксенофобичним поемама као што су „New England Fallen” и „On a New-England Village Seen by Moonlight”.

## Пријем
Енциклопедија Х. Ф. Лавкрафта описује причу као „очито расистичку”. Према Данијелу Хармсу, аутору Енциклопедије Ктулијане: „Ако би ми неко пришао и рекао: ’Хеј Данијеле, мислим да је Х. Ф. Лавкрафт био речит, претерано сентименталан човек пун предрасуда чије приче немају много смисла,’ ово би била последња прича коју бих му препоручио да га убедим у супротно.” С. Т. Џоши је изјавио да је ова приповетка „вероватно најгора коју је Лавкрафт икада написао”.